# 리춘옥
리춘옥(1947년 5월 25일~)은 조선민주주의인민공화국의 배구 선수이다. 1972년 올림픽 배구에 조선민주주의인민공화국 대표팀 선수로 참가해 동메달을 획득했다.